# Szolnoki Olaj KK
O Szolnoki Olajbányász Kosárlabda Klub, conhecido também por Szolnoki Olaj, é um clube profissional de basquetebol situado na cidade de Szolnok, Jász-Nagykun-Szolnok, Hungria que disputa atualmente a NB I/A (Hungria) e Liga dos Campeões da FIBA (BCL). A equipe disputa seus jogos como mandante no Tiszaligeti Sportcsarnok com capacidade para 2.200 espectadores.

## Títulos

### Competições Domésticas
Liga Húngara
- Campeões (9): 1990–91, 2006–07, 2010–11, 2011–12, 2013–14, 2014–15 e 2015–16, 2017-18, 2024-25
- Finalistas (4): 1992–93, 1999–00, 2012–13, 2020-21, 2023-24
- Terceiro Colocados (2): 1994–95, 1997–98

Copa da Hungria
- Campeões (10): 2002, 2007, 2011, 2012, 2014, 2015, 2018, 2019, 2022, 2024
- Finalistas (6): 1993, 1994, 1995, 2013, 2016, 2017

### Histórico de temporadas
| Temporada | Competição Doméstica | Competição Doméstica | Competição Doméstica | Competição Doméstica | Competição Doméstica | Competição Doméstica | Copa da Hungria   | Competições Europeias | Competições Europeias |
| Temporada | Nível                | Liga                 | Pos.                 | TR.                  | PL.                  | Pós Temporada        | Copa              | Liga                  | Resultado             |
| --------- | -------------------- | -------------------- | -------------------- | -------------------- | -------------------- | -------------------- | ----------------- | --------------------- | --------------------- |
| 2011-12   | 1                    | NB I/A               | 3º                   | 21-5                 | 9-1                  | Campeão              | Campeão           | 3 EuroChallenge       | SF                    |
| 2012-13   | 1                    | NB I/A               | 2º                   | 8-2                  | 8-5                  | Finalista            | Finalista         | R Liga Adriática      | TR 9-17               |
| 2013-14   | 1                    | NB I/A               | 1º                   | 9-1                  | 9-0                  | Campeão              | Campeão           | R Liga Adriática      | TR 8-18               |
| 2014-15   | 1                    | NB I/A               | 2º                   | 5-4                  | 9-0                  | Campeão              | Campeão           | R Liga Adriática      | TR 12-14              |
| 2015-16   | 1                    | NB I/A               | 1º                   | 25-9                 | 9-3                  | Campeão              | Finalista         | 2 EuroCopa            | TR 1-5                |
| 2016-17   | 1                    | NB I/A               | 5º                   | 20-14                | 2-3                  | Quartas de finais    | Finalista         |                       |                       |
| 2017-18   | 1                    | NB I/A               | 1º                   | 27-7                 | 9-1                  | Campeão              | Campeão           | 4 Copa Europeia       | 2ªF 2-4               |
| 2018-19   | 1                    | NB I/A               | 3º                   | 23-11                | 3-3                  | Semifinais           | Campeão           | 4 Copa Europeia       | 2ªF 1-5               |
| 2019-20   | 1                    | NB I/A               | COVID-19             | COVID-19             | COVID-19             | COVID-19             | COVID-19          |                       |                       |
| 2020-21   | 1                    | NB I/A               | 1º                   | 20-6                 | 8-5                  | Finalista            | Medalha de Bronze | 4 Copa Europeia       | TR 1-2                |
| 2021-22   | 1                    | NB I/A               | 2º                   | 18-8                 | 1-3                  | Quartas de finais    | Campeão           | 4 Copa Europeia       | TR 1-5                |
| 2022-23   | 1                    | NB I/A               | 2º                   | 20-6                 | 2-3                  | Quartas de finais    | Semifinais        |                       |                       |
| 2023-24   | 1                    | NB I/A               | 3º                   | 15-11                | 7-4                  | Finalista            | Campeão           |                       |                       |
| 2024-25   | 1                    | NB I/A               | 3º                   | 17-9                 | 9-1                  | Campeão              | Quartas de finais | 4 Copa Europeia       | TR 0-6                |